# Khutulun
Khutulun (anche nota come Aigiarne, Aiyurug, Khotol Tsagaan o Ay Yaruq (lett. Chiaro di Luna),; Mongolia, ca. 1260 – ca. 1306) è stata una condottiera mongola.
Fu la più famosa figlia di Kaidu, del quale fu anche fiera consigliera, e cugina di Kublai Khan. Di lei hanno scritto sia il mercante Marco Polo che lo storico Rashid al-Din Hamadani.

## Vita
Khutulun nacque intorno al 1260, durante una diatriba tra il padre Kaidu, che preferiva le antiche tradizioni mongole, e il cugino Khubilai, che era invece assai più aperto alle tradizioni cinesi che avrebbero portato alla nascita della dinastia Yuan. Dal 1280, Kaidu divenne il più potente comandante dell'Asia centrale, regnando dalla Mongolia occidentale al fiume Amu Darya, e dall'altopiano della Siberia centrale all'India.
Khutulan fu cresciuta seguendo l'educazione ricevuta da ogni altro ragazzo della sua età, ovvero equitazione, tiro con l'arco, razzie e lotta libera, e si dedicava ad attività solitamente riservate agli uomini, come affilare spade, mungere yak, bere sangue e rispondere con la violenza a qualunque insulto ricevuto. Marco Polo descrisse Khutulun come una superba guerriera, capace di cavalcare attraverso le file nemiche e catturare un prigioniero con la facilità con cui un falco cattura un pollo. Assisté suo padre in molte battaglie, in particolare in quelle contro il Gran Khan Kublai. L'attività preferita di Khutulun, però, fu la lotta, la cosa che la rese celebre. Khutulun volle addirittura che chiunque desiderasse sposarla dovesse prima sconfiggerla in combattimento ed in una gara di corsa di cavalli. La giovane principessa era tra l'altro assai appetibile per molti giovani cavalieri mongoli: era infatti figlia di uno degli uomini più potenti dell'Asia, oltre che a essere bella e persino ricchissima. Tuttavia, nessuno, tra la folta schiera di pretendenti al ruolo di marito, riuscì a ottenere la mano della principessa, la quale vinse così 10000 cavalli sconfiggendo molti pretendenti.
I nemici di Khutulun affermarono che essa avesse un rapporto incestuoso col proprio padre, da cui la decisione di non sposarsi. Per proteggerlo da queste cattive voci, decise di sposare uno dei seguaci di suo padre, senza combattere contro di lui. Vi sono varie ipotesi sull'identità del marito: alcune cronache raccontano che suo marito fosse un uomo di bell'aspetto, che non riuscì ad uccidere suo padre e fu fatto prigioniero; altre lo descrivono come uno dei compagni del padre del clan Choros. Lo storico Rashid al-Din racconta invece che Khutulun si innamorò di Ghazan, ilkhan dell'Ilkhanato di Persia. Secondo una versione forse più romanzata, invece, Khutulun sposò Abtakul, un soldato scelto inviato da Khubilai Khan per uccidere il padre Kaidu. Abtakul fu catturato e condannato alla decapitazione; la madre intervenne e supplicò di farsi giustiziare al posto del figlio, ma questi si fece avanti, e preferì accettare una morte degna di un guerriero mongolo, piuttosto che il sacrificio della madre. Kaidu Khan annullò allora l'esecuzione e concesse ad Abtakul la libertà.
Khutulun era la favorita fra tutti i figli di Kaidu, nonché colei le cui opinioni e consigli politici erano da questi tenute in maggior considerazione. Kaidu provò anche a nominarla come suo successore nel khanato prima della sua morte nel 1301. Tuttavia, quando Kaidu morì, l'ascesa al khanato di Khutulun fu contestata dagli altri suoi fratelli, tra cui Chapar ed il parente Duwa, il quale divenne infine Khan successore di Kaidu; ciò fu invero la conseguenza di un compromesso, che finì anche con Khutulun che sarebbe rimasta generale, essendo lei anche disinteressata alle ragioni di stato. Khutulun morì nel 1306, forse in battaglia, o assassinata da un suo rivale.

## Rappresentazioni nella cultura
Khutulun è ancor oggi celebrata in Mongolia come simbolo di forza e caparbietà, e la sua veste tradizionale usata nella lotta tradizionale mongola è un omaggio alla sua grandezza.
- Khutulun ha ispirato il personaggio di Turandot ("Figlia dei Turchi"), che è stato oggetto di numerose opere occidentali, grazie anche alla riscoperta di Khutulun stessa da parte dell'orientalista francese François Pétis de la Croix nel 1710. Turandot presenta però una storia diversa: invece di incontri di lotta, la donna sfida i suoi pretendenti in una gara a enigmi, dove chi perde paga con la vita. 50 anni più tardi, nel 1762, il drammaturgo italiano Carlo Gozzi scrisse la sua versione di Turandot, una fiaba teatrale in cinque atti. La più famosa versione di Turandot è quella di Giacomo Puccini, lasciata incompiuta nel 1924.
- Oggi Khutulun è il nome di una gara di corsa di puledre in Australia.
- Khutulun è interpretata da Claudia Kim nella serie tv Netflix Marco Polo.[4]
- Sempre parlando di Marco Polo, Khutulun compare anche fra i personaggi della parodia a fumetti del libro di Marco Polo, La storia di Marco Polo detta Il Milione, del 1982.[5].